# Great Chase (Six Flags New England)
Great Chase (eerder Rolling Thunder) is een stalen achtbaan in het Amerikaanse attractiepark Six Flags New England te Springfield.

## Geschiedenis

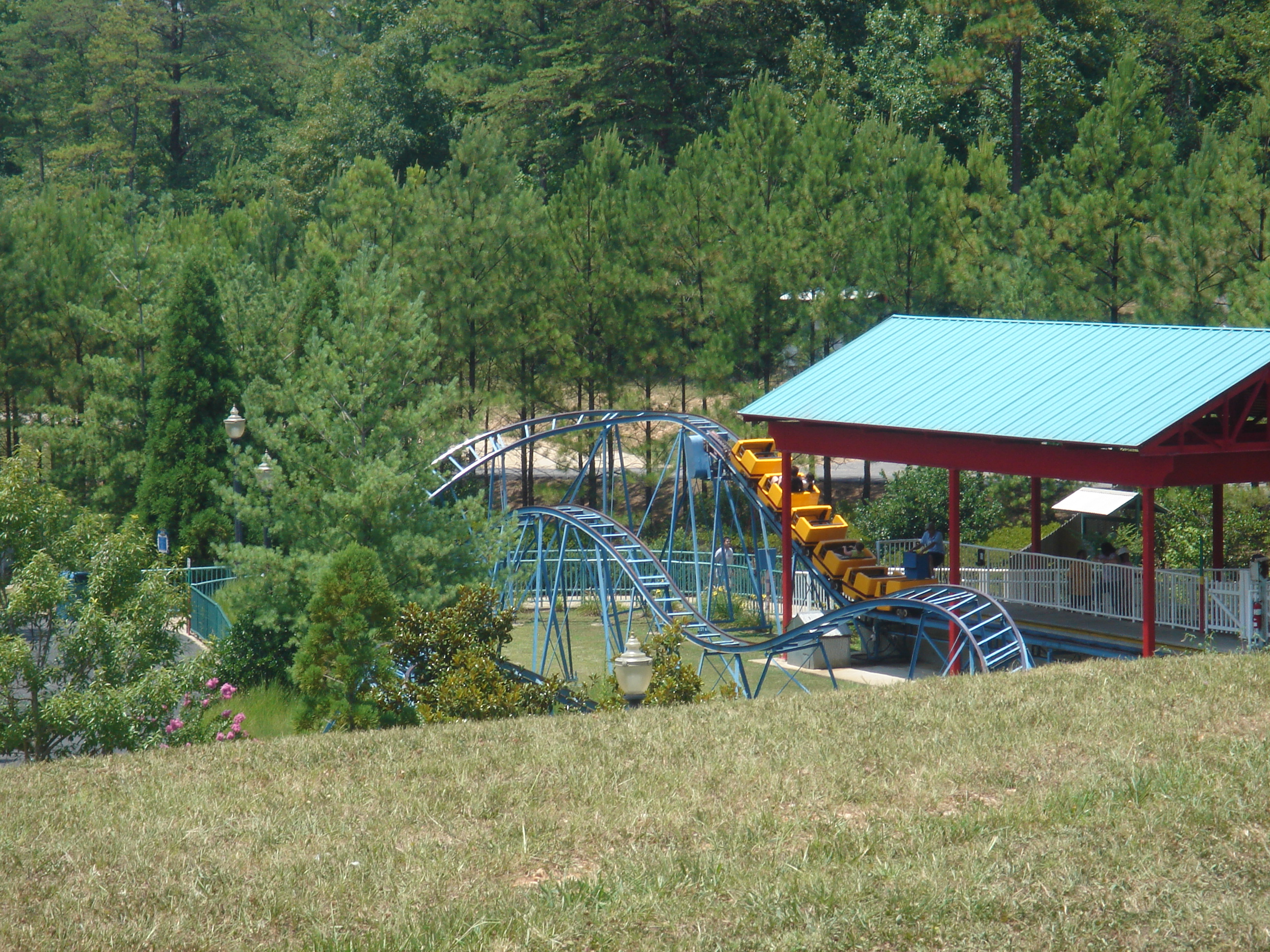
Overzicht van de Great Chase

De achtbaan was in 1996 Rolling Thunder genoemd. Nadat Six Flags het park had overgenomen, werd de besloten het gebied waarin de Rolling Thunder zich bevond een Looney Tunes-thema gegeven. Daarom werd in 2000 de naam veranderd naar het huidige Great Chase.